# Deutsche Gesellschaft für Osteuropakunde
Die Deutsche Gesellschaft für Osteuropakunde e. V. (DGO) ist ein Verbund von Osteuropaforschern und -experten im deutschsprachigen Raum.

## Vereinszweck
Die 1913 gegründete DGO ist ein überparteilicher gemeinnütziger Verein mit Hauptsitz in Berlin. Die DGO veranstaltet wissenschaftliche Tagungen, Konferenzen, öffentliche Podiumsdiskussionen und gibt die Zeitschriften Osteuropa und Osteuropa-Recht sowie im Internet verfügbare Länderanalysen heraus. Sie vermittelt Wissen über und Kontakte nach Osteuropa und fördert den europäischen Dialog. Die Mitglieder der DGO kommen aus Wissenschaft, Politik, Wirtschaft, Medien und Kultur. Die Gesellschaft vergibt jährlich einen Preis zur Förderung des wissenschaftlichen Nachwuchses.

## Zweigstellen
Die Deutsche Gesellschaft für Osteuropakunde hat neben ihrer Geschäftsstelle in Berlin 23 Zweigstellen in Universitätsstädten. Sie dienen als regionale Plattformen des Ost-West-Dialogs. In folgenden Städten sind die Zweigstellen ansässig: Bochum, Bonn/Köln, Bremen, Dresden, Düsseldorf, Erlangen/Nürnberg/Bamberg, Frankfurt (Oder), Freiburg, Gießen/Marburg, Göttingen/Kassel, Graz, Hamburg, Jena, Kiel, Konstanz, Leipzig, Mainz, München, Münster, Oldenburg, Regensburg, Salzburg und Tübingen.

## Vorstand
Der Vorstand der Gesellschaft ist das Entscheidungsgremium für Angelegenheiten, die nicht der Mitgliederversammlung vorbehalten sind. Ihm gehören der Präsident, der Vizepräsident, das Geschäftsführende Vorstandsmitglied und bis zu sieben weitere Mitglieder an. Der Vorstand wird im Rahmen der DGO-Jahrestagung alle zwei Jahre von der Mitgliederversammlung gewählt. 
Er setzt sich seit 2023 wie folgt zusammen:
- Ruprecht Polenz (Präsident)
- Gwendolyn Sasse (Vizepräsidentin)
- Sabine Fischer (Geschäftsführendes Vorstandsmitglied)
- Caroline von Gall
- Joachim von Puttkamer
- Michael Rochlitz
- Anja Tippner
- Susann Worschech

## Publikationen

### Osteuropa
Die DGO ist Herausgeberin der interdisziplinären Monatszeitschrift Osteuropa, die im Berliner Wissenschafts-Verlag erscheint. Die Zeitschrift wurde 1925 von Otto Hoetzsch gegründet. Sie analysiert die Gesellschaften des europäischen Ostens in vergleichender Perspektive. Länderhefte bieten Regionalexpertise, Themenhefte behandeln gesamteuropäische Fragen. Elemente autoritärer Herrschaft und Potentiale des demokratischen Wandels, Geschichtspolitik und Modernisierungschancen, Ökonomie und Ökologie, Menschenrechte und Musik sind Themen der Zeitschrift. Sitz der Redaktion ist Berlin.

### Osteuropa-Recht
Gemeinsam mit dem Institut für Ostrecht der Universität zu Köln gibt die DGO die Zeitschrift Osteuropa-Recht heraus. Die Zeitschrift wurde 1954 von der DGO zur Untersuchung der Rechtssysteme in den osteuropäischen Staaten gegründet. Regionale Schwerpunkte bilden auch nach dem Umbruch in Osteuropa die ost-, ostmittel- und südosteuropäischen Staaten sowie die GUS-Staaten. In sachlicher Hinsicht genießen das öffentliche Recht und das Wirtschaftsrecht, die Rechtsprechung der nationalen Verfassungsgerichte und die Beobachtungsländer betreffende Entscheidungen der internationalen Gerichte sowie die osteuropabezogene Forschung und der Wissenschaftleraustausch besondere Aufmerksamkeit. Die Redaktion liegt seit 1966 beim Institut für Ostrecht der Universität zu Köln.

### Osteuropa-Wirtschaft
Die DGO war Herausgeberin der 1956 gegründeten Zeitschrift Osteuropa-Wirtschaft. Die Zeitschrift behandelte Wirtschaftsentwicklung, Transformationsprobleme und -fortschritte, strukturelle Besonderheiten und Wirtschaftspolitik in den Ländern Mittelosteuropas und den Nachfolgestaaten der Sowjetunion sowie Besonderheiten des Ost-West-Handels. Das Erscheinen der Zeitschrift wurde 2011 eingestellt.

### Länderanalysen
Kostenlose Online-Informationsdienste zu Russland, der Ukraine, Weißrussland, Polen, dem Kaukasus und Zentralasien bieten regelmäßig Kurzanalysen, Statistiken und Chroniken zur politischen, wirtschaftlichen, sozialen und kulturellen Entwicklung. Zu Russland und dem Kaukasus erscheinen die Länderanalysen auch auf Englisch. Die Länderanalysen werden von der DGO gemeinsam mit der Forschungsstelle Osteuropa an der Universität Bremen mit unterschiedlichen Partnern und Sponsoren herausgegeben.

## Geschichte

### Anfänge (1913–1917)
1913 wurde im Preußischen Abgeordnetenhaus in Berlin die Gesellschaft zum Studium Russlands gegründet. Vertreter aus Universitäten und Zeitungsredaktionen, Konzerndirektoren und Diplomaten des Auswärtigen Amtes gehörten ihr an. Der Zweck der Gesellschaft war wissenschaftlicher und praktischer Natur. Sie sollte mit Vorträgen und Publikationen das Wissen über Russland auf allen Gebieten erweitern. Ferner sollte sie die Beziehungen zwischen Deutschland und Russland fördern.
Otto Hoetzsch, der die Gesellschaft zum Studium Russlands ins Leben rief, konstatierte in einer Denkschrift vom Februar 1913: „Vom Wesen des großen Umgestaltungsprozesses der russischen Gegenwart weiß unsere öffentliche Meinung im Großen und Ganzen nichts. Das Urteil über den Nachbarn muss sicherer werden“.

### Brüche (1917–1945)
Nach dem Ersten Weltkrieg wurde die politische Landkarte Europas neu gezeichnet. Das Zarenreich war untergegangen, Revolution und Bürgerkrieg erschütterten Russland. Hoetzsch machte im Berlin der 1920er Jahre die Deutsche Gesellschaft zum Studium Osteuropas (DGSO) zu einer Drehscheibe für Kontakte nach Osten. Der Monarchist Michael von Taube hielt bspw. am 25. März 1925 namens der DGSO einen Vortrag in einer Reihe über das russische Geistesleben. Sein Thema lautete »Vzaimootnošenija meždu Rossiej i zapadnoj Evropoj za minuvšee tysjačeletie« (Die Wechselbeziehungen zwischen Russland und Westeuropa in den vergangenen 1.000 Jahren).
1925 erschien erstmals die Zeitschrift Osteuropa.
Nach der Machtergreifung der Nationalsozialisten 1933 wurde die wissenschaftliche Osteuropaforschung rasch von der völkischen Ostforschung verdrängt, Otto Hoetzsch als „Salonbolschewist“ diffamiert. Juden und russische Emigranten, die als Wissenschaftler und Vermittler im Umfeld der Redaktion gewirkt hatten, verließen Deutschland oder wurden ermordet. Die neue Leitung der Gesellschaft und der Redaktion sorgte für eine Selbstgleichschaltung. Die Zeitschrift wurde dennoch 1939 nach dem Überfall auf Polen eingestellt.

### Kontinuitäten (1945–1989)
Nach dem Zweiten Weltkrieg gründete der Hoetzsch-Schüler Klaus Mehnert, der 1934 als Korrespondent nach Moskau gegangen war, 1949 die Deutsche Gesellschaft für Osteuropakunde. 1951 erschien unter seiner Leitung auch die Zeitschrift Osteuropa wieder. Mehnert erreichte mit Büchern über die Sowjetunion ein Millionenpublikum. Die universitäre und außeruniversitäre Osteuropaforschung wurde mit Instituten in Berlin, Köln und München in allen Disziplinen ausgebaut.
Auf einer DGO-Tagung im Jahr 1963 skizzierte Willy Brandt Konturen seiner späteren Ostpolitik. Das Ringen um eine neue Außenpolitik spiegelte sich in Debatten über die Einschätzung des Reformpotentials der kommunistischen Herrschaft in Osteuropa. 1980 richtete die DGO den 2. Weltkongress der Osteuropaforschung aus. Im Schatten des Kalten Krieges wurde jedoch die Mitwirkung der Ostforschung am nationalsozialistischen Vernichtungskrieg und am Holocaust nur zögerlich aufgearbeitet.

### Zeitenwende (1990–2013)
Mit dem Ende des Ost-West-Konfliktes und der Überwindung der Teilung Europas begann auch für die DGO ein neues Zeitalter. Der Osten europäisierte sich und mit ihm die DGO. An die Stelle der Feindbeobachtung trat der Dialog. Die Konzentration auf die Sowjetunion wich einer differenzierten Auseinandersetzung mit dem vielgestaltigen Osteuropa. 2005 fand unter der Ägide der DGO in Berlin der 7. Weltkongress der Osteuropaforschung statt.
Neben Russland stehen heute auch die Ukraine und Polen im Fokus der interdisziplinären Osteuropaforschung.

### Einstufung als unerwünschte Organisation (2024)
Nach dem Obersten Gericht der Russischen Föderation ist die DGO seit dem 1. März 2024 eine „unerwünschte Organisation“ in Russland; seit dem 25. Juli 2024 wird sie dort zusätzlich als „extremistische Organisation“ beziehungsweise als Teil einer juristischen Fiktion namens „Antirussländischen separatistischen Bewegung“ eingestuft. Das Auswärtige Amt verurteilte die Einstufung. Die deutsche Hochschulrektorenkonferenz sprach von einem neuen Tiefpunkt in den Wissenschaftsbeziehungen.
Im Oktober 2024 gab die DGO bekannt, dass unbefugte Personen Zugang zu ihren E-Mail-Postfächern erlangt hatten. Russland wurde hinter diesen Cyber-Angriffen vermutet. Das Bundesamt für Sicherheit in der Informationstechnik (BSI) hat bei der Schließung des Sicherheitslecks geholfen.